# Jhansi
Jhansi là một thành phố và là nơi đặt ban đô thị (municipal board) của quận Jhansi thuộc bang Uttar Pradesh, Ấn Độ.

## Địa lý
Jhansi có vị trí 25°26′B 78°35′Đ / 25,43°B 78,58°Đ Nó có độ cao trung bình là 285 mét (935 feet).

## Nhân khẩu
Theo điều tra dân số năm 2001 của Ấn Độ, Jhansi có dân số 383.248 người. Phái nam chiếm 53% tổng số dân và phái nữ chiếm 47%. Jhansi có tỷ lệ 71% biết đọc biết viết, cao hơn tỷ lệ trung bình toàn quốc là 59,5%: tỷ lệ cho phái nam là 76%, và tỷ lệ cho phái nữ là 64%. Tại Jhansi, 12% dân số nhỏ hơn 6 tuổi.